# Csongor
Csongor est prénom hongrois masculin.

## Étymologie
Origine turque ancienne signifiant « oiseau de fauconnerie ».